# Кошляки (ґміна)
Гміна Кошляки (пол. Gmina Koszlaki) — колишня (1934—1939 рр.) сільська гміна Збаразького повіту Тарнопольського воєводства Польської республіки (1918—1939) рр. Центром гміни було село Кошляки
До складу гміни входили сільські громади: Гнилиці, Голотки, Кошляки, Пальчинці, Токи. Налічувалось 1 946 житлових будинків. 

17 січня 1940 року ґміна ліквідована у зв’язку з утворенням Новосільського району.